# Seznam olympijských medailistů v jachtingu
Toto je seznam olympijských medailistů ve jachtingu na letních olympijských hrách.

## Třída RS–X
| Rok      | Zlato                                       | Stříbro                             | Bronz                                 |
| -------- | ------------------------------------------- | ----------------------------------- | ------------------------------------- |
| LOH 2008 | Tom Ashley · Nový Zéland (NZL)              | Julien Bontemps · Francie (FRA)     | Shahar Zubari · Izrael (ISR)          |
| LOH 2012 | Dorian van Rijsselberghe · Nizozemsko (NED) | Nick Dempsey · Velká Británie (GBR) | Przemyslaw Miarczynski · Polsko (POL) |
| LOH 2016 | Dorian van Rijsselberghe · Nizozemsko (NED) | Nick Dempsey · Velká Británie (GBR) | Pierre Le Coq · Francie (FRA)         |
| LOH 2020 | Kiran Badloe · Nizozemsko (NED)             | Thomas Goyard · Francie (FRA)       | Bi Kun · Čína (CHN)                   |

## Třída Laser
| Rok      | Zlato                                | Stříbro                             | Bronz                               |
| -------- | ------------------------------------ | ----------------------------------- | ----------------------------------- |
| LOH 1996 | Robert Scheidt · Brazílie (BRA)      | Ben Ainslie · Velká Británie (GBR)  | Peer Moberg · Norsko (NOR)          |
| LOH 2000 | Ben Ainslie · Velká Británie (GBR)   | Robert Scheidt · Brazílie (BRA)     | Michael Blackburn · Austrálie (AUS) |
| LOH 2004 | Robert Scheidt · Brazílie (BRA)      | Andreas Geritzer · Rakousko (AUT)   | Vasilij Žbogar · Slovinsko (SLO)    |
| LOH 2008 | Paul Goodison · Velká Británie (GBR) | Vasilij Žbogar · Slovinsko (SLO)    | Diego Romero · Itálie (ITA)         |
| LOH 2012 | Tom Slingsby · Austrálie (AUS)       | Pavlos Kontides · Kypr (CYP)        | Rasmus Myrgren · Švédsko (SWE)      |
| LOH 2016 | Tom Burton · Austrálie (AUS)         | Tonči Stipanović · Chorvatsko (CRO) | Sam Meech · Nový Zéland (NZL)       |
| LOH 2020 | Matthew Wearn · Austrálie (AUS)      | Tonči Stipanović · Chorvatsko (CRO) | Hermann Tomasgaard · Norsko (NOR)   |

## Třída 470
| Rok      | Zlato                                     | Stříbro                                  | Bronz                                       |
| -------- | ----------------------------------------- | ---------------------------------------- | ------------------------------------------- |
| LOH 1976 | Frank Hübner · Harro Bode (FRG)           | Antonio Gorostegui · Pedro Millet (ESP)  | Ian Brown · Ian Ruff (AUS)                  |
| LOH 1980 | Marcos Soares · Eduardo Penido (BRA)      | Jorn Borowski · Egbert Swensson (GDR)    | Jouko Lindgrén · Georg Tallberg (FIN)       |
| LOH 1984 | Luis Doreste · Roberto Molina (ESP)       | Steve Benjamin · Chris Steinfeld (USA)   | Thierry Peponnet · Luc Pillot (FRA)         |
| LOH 1988 | Thierry Peponnet · Luc Pillot (FRA)       | Tõnu Tõniste · Toomas Tõniste (URS)      | John Shadden · Charles McKee (USA)          |
| LOH 1992 | Jordi Calafat · Francisco Sanchez (ESP)   | Morgan Reeser · Kevin Burnham (USA)      | Tõnu Tõniste · Toomas Tõniste (EST)         |
| LOH 1996 | Yevhen Braslavets · Ihor Matviyenko (UKR) | John Merricks · Ian Walker (GBR)         | Victor Rocha · Nuno Barreto (POR)           |
| LOH 2000 | Tom King · Mark Turnbull (AUS)            | Paul Foerster · Robert Merrick (USA)     | Juan de la Fuente · Javier Conte (ARG)      |
| LOH 2004 | Paul Foerster · Kevin Burnham (USA)       | Nick Rogers · Joe Glanfield (GBR)        | Kazuto Seki · Kenjiro Todoroki (JPN)        |
| LOH 2008 | Nathan Wilmot · Malcolm Page (AUS)        | Nick Rogers · Joe Glanfield (GBR)        | Nicolas Charbonnier · Olivier Bausset (FRA) |
| LOH 2012 | Mathew Belcher · Malcolm Page (AUS)       | Luke Patience · Stuart Bithell (GBR)     | Lucas Calabrese · Juan de la Fuente (ARG)   |
| LOH 2016 | Šime Fantela · Igor Marenić (CRO)         | Mathew Belcher · William Ryan (AUS)      | Panagiotis Mantis · Pavlos Kagialis (GRE)   |
| LOH 2020 | Mathew Belcher · William Ryan (AUS)       | Anton Dahlberg · Fredrik Bergström (SWE) | Jordi Xammar · Nicolás Rodríguez (ESP)      |

## Třída 49er
| Rok      | Zlato                                       | Stříbro                                | Bronz                                    |
| -------- | ------------------------------------------- | -------------------------------------- | ---------------------------------------- |
| LOH 2000 | Jyrki Järvi · Thomas Johanson (FIN)         | Ian Barker · Simon Hiscocks (GBR)      | Jonathan McKee · Charlie McKee (USA)     |
| LOH 2004 | Iker Martínez · Xabier Fernández (ESP)      | Rodion Luka · George Leonchuk (UKR)    | Chris Draper · Simon Hiscocks (GBR)      |
| LOH 2008 | Jonas Warrer · Martin Kirketerp Ibsen (DEN) | Iker Martínez · Xabier Fernández (ESP) | Jan Peter Peckolt · Hannes Peckolt (GER) |
| LOH 2012 | Nathan Outteridge · Iain Jensen (AUS)       | Peter Burling · Blair Tuke (NZL)       | Allan Nørregaard · Peter Lang (DEN)      |
| LOH 2016 | Peter Burling · Blair Tuke (NZL)            | Nathan Outteridge · Iain Jensen (AUS)  | Erik Heil · Thomas Plößel (GER)          |
| LOH 2020 | Dylan Fletcher · Stuart Bithell (GBR)       | Peter Burling · Blair Tuke (NZL)       | Erik Heil · Thomas Plößel (GER)          |

## Třída Finn
| Rok      | Zlato                                                  | Stříbro                                             | Bronz                                               |
| -------- | ------------------------------------------------------ | --------------------------------------------------- | --------------------------------------------------- |
| LOH 1924 | Léon Huybrechts · Belgie (BEL)                         | Henrik Robert · Norsko (NOR)                        | Hans Dittmar · Finsko (FIN)                         |
| LOH 1928 | Sven Gustaf Thorell · Švédsko (SWE)                    | Henrik Robert · Norsko (NOR)                        | Bertil Broman · Finsko (FIN)                        |
| LOH 1932 | Jacques Lebrun · Francie (FRA)                         | Adriaan Lambertus Joseph Maas · Nizozemsko (NED)    | Santiago Amat Cansino · Španělsko (ESP)             |
| LOH 1936 | Daniel Marinus Johannes Kagchelland · Nizozemsko (NED) | Werner Krogmann · Německo (GER)                     | Peter Scott · Velká Británie (GBR)                  |
| LOH 1948 | Paul Elvstrøm · Dánsko (DEN)                           | Ralph Evans · Spojené státy americké (USA)          | Jacobus Hermanus Hendrik de Jong · Nizozemsko (NED) |
| LOH 1952 | Paul Elvstrøm · Dánsko (DEN)                           | Charles Currey · Velká Británie (GBR)               | Rickard Sarby · Švédsko (SWE)                       |
| LOH 1956 | Paul Elvstrøm · Dánsko (DEN)                           | André Nelis · Belgie (BEL)                          | John Marvin · Spojené státy americké (USA)          |
| LOH 1960 | Paul Elvstrøm · Dánsko (DEN)                           | Alexandr Čučelov · Sovětský svaz (URS)              | André Nelis · Belgie (BEL)                          |
| LOH 1964 | Wilhelm Kuhweide · Tým sjednoceného Německa (EUA)      | Peter Johnes Barrett · Spojené státy americké (USA) | Henning Wind · Dánsko (DEN)                         |
| LOH 1968 | Valentin Mankin · Sovětský svaz (URS)                  | Hubert Raudaschl · Rakousko (AUT)                   | Fabio Albarelli · Itálie (ITA)                      |
| LOH 1972 | Serge Maury · Francie (FRA)                            | Ilias Hatzipavlis · Řecko (GRE)                     | Viktor Potapov · Sovětský svaz (URS)                |
| LOH 1976 | Jochen Schümann · Německá demokratická republika (GDR) | Andrej Balašov · Sovětský svaz (URS)                | John Bertrand · Austrálie (AUS)                     |
| LOH 1980 | Esko Rechardt · Finsko (FIN)                           | Wolfgang Mayrhofer · Rakousko (AUT)                 | Andrej Balašov · Sovětský svaz (URS)                |
| LOH 1984 | Russell Coutts · Nový Zéland (NZL)                     | John Bertrand · Spojené státy americké (USA)        | Terry Neilsen · Kanada (CAN)                        |
| LOH 1988 | José Luis Doreste · Španělsko (ESP)                    | Peter Holmberg · Americké Panenské ostrovy (ISV)    | John Cutler · Nový Zéland (NZL)                     |
| LOH 1992 | José van der Ploeg · Španělsko (ESP)                   | Brian Ledbetter · Spojené státy americké (USA)      | Craig Monk · Nový Zéland (NZL)                      |
| LOH 1996 | Mateusz Kusznierewicz · Polsko (POL)                   | Sébastien Godefroid · Belgie (BEL)                  | Roy Heiner · Nizozemsko (NED)                       |
| LOH 2000 | Iain Percy · Velká Británie (GBR)                      | Luca Devoti · Itálie (ITA)                          | Fredrik Lööf · Švédsko (SWE)                        |
| LOH 2004 | Ben Ainslie · Velká Británie (GBR)                     | Rafael Trujillo · Španělsko (ESP)                   | Mateusz Kusznierewicz · Polsko (POL)                |
| LOH 2008 | Ben Ainslie · Velká Británie (GBR)                     | Zach Railey · Spojené státy americké (USA)          | Guillaume Florent · Francie (FRA)                   |
| LOH 2012 | Ben Ainslie · Velká Británie (GBR)                     | Jonas Høgh-Christensen · Dánsko (DEN)               | Jonathan Lobert · Francie (FRA)                     |
| LOH 2016 | Giles Scott · Velká Británie (GBR)                     | Vasilij Žbogar · Slovinsko (SLO)                    | Caleb Paine · Spojené státy americké (USA)          |
| LOH 2020 | Giles Scott · Velká Británie (GBR)                     | Zsombor Berecz · Maďarsko (HUN)                     | Joan Cardona Méndez · Španělsko (ESP)               |

## Ukončené disciplíny (muži)

### Joly 12 stop
| Rok      | Zlato              | Stříbro            | Bronz                                       |
| -------- | ------------------ | ------------------ | ------------------------------------------- |
| LOH 1920 | · Nizozemsko (NED) | · Nizozemsko (NED) | medaile neudělena - startovaly pouze 2 lodě |

### Joly 18 stop
| Rok      | Zlato                  | Stříbro                                    | Bronz                                      |
| -------- | ---------------------- | ------------------------------------------ | ------------------------------------------ |
| LOH 1920 | · Velká Británie (GBR) | medaile neudělena - startovala pouze 1 loď | medaile neudělena - startovala pouze 1 loď |

### Třída Dragon
| Rok      | Zlato                          | Stříbro                                | Bronz                                  |
| -------- | ------------------------------ | -------------------------------------- | -------------------------------------- |
| LOH 1948 | · Norsko (NOR)                 | · Švédsko (SWE)                        | · Dánsko (DEN)                         |
| LOH 1952 | · Norsko (NOR)                 | · Švédsko (SWE)                        | · Německo (GER)                        |
| LOH 1956 | · Švédsko (SWE)                | · Dánsko (DEN)                         | · Velká Británie (GBR)                 |
| LOH 1960 | · Řecko (GRE)                  | · Argentina (ARG)                      | · Itálie (ITA)                         |
| LOH 1964 | · Dánsko (DEN)                 | · Tým sjednoceného Německa (EUA)       | · Spojené státy americké (USA)         |
| LOH 1968 | · Spojené státy americké (USA) | · Dánsko (DEN)                         | · Německá demokratická republika (GDR) |
| LOH 1972 | · Austrálie (AUS)              | · Německá demokratická republika (GDR) | · Spojené státy americké (USA)         |

### Třída Lechner
| Rok      | Zlato                             | Stříbro                                         | Bronz                                           |
| -------- | --------------------------------- | ----------------------------------------------- | ----------------------------------------------- |
| LOH 1988 | Bruce Kendall · Nový Zéland (NZL) | Jan D. Boersma · Nizozemské Antily (AHO)        | Michael Gebhardt · Spojené státy americké (USA) |
| LOH 1992 | Franck David · Francie (FRA)      | Michael Gebhardt · Spojené státy americké (USA) | Lars Kleppich · Austrálie (AUS)                 |

### Třída Létající Holanďan
| Rok      | Zlato                          | Stříbro                        | Bronz                            |
| -------- | ------------------------------ | ------------------------------ | -------------------------------- |
| LOH 1960 | · Norsko (NOR)                 | · Dánsko (DEN)                 | · Tým sjednoceného Německa (EUA) |
| LOH 1964 | · Nový Zéland (NZL)            | · Velká Británie (GBR)         | · Spojené státy americké (USA)   |
| LOH 1968 | · Velká Británie (GBR)         | · Západní Německo (FRG)        | · Brazílie (BRA)                 |
| LOH 1972 | · Velká Británie (GBR)         | · Francie (FRA)                | · Západní Německo (FRG)          |
| LOH 1976 | · Západní Německo (FRG)        | · Velká Británie (GBR)         | · Brazílie (BRA)                 |
| LOH 1980 | · Španělsko (ESP)              | · Irsko (IRL)                  | · Maďarsko (HUN)                 |
| LOH 1984 | · Spojené státy americké (USA) | · Kanada (CAN)                 | · Velká Británie (GBR)           |
| LOH 1988 | · Dánsko (DEN)                 | · Norsko (NOR)                 | · Kanada (CAN)                   |
| LOH 1992 | · Španělsko (ESP)              | · Spojené státy americké (USA) | · Dánsko (DEN)                   |

### Třída Mistral
| Rok      | Zlato                               | Stříbro                             | Bronz                               |
| -------- | ----------------------------------- | ----------------------------------- | ----------------------------------- |
| LOH 1996 | Nikolaos Kaklamanakis · Řecko (GRE) | Carlos Espinola · Argentina (ARG)   | Gal Fridman · Izrael (ISR)          |
| LOH 2000 | Christoph Sieber · Rakousko (AUT)   | Carlos Espinola · Argentina (ARG)   | Aaron McIntosh · Nový Zéland (NZL)  |
| LOH 2004 | Gal Fridman · Izrael (ISR)          | Nikolaos Kaklamanakis · Řecko (GRE) | Nick Dempsey · Velká Británie (GBR) |

### Třída Sharpie
| Rok      | Zlato               | Stříbro           | Bronz                  |
| -------- | ------------------- | ----------------- | ---------------------- |
| LOH 1956 | · Nový Zéland (NZL) | · Austrálie (AUS) | · Velká Británie (GBR) |

### Třída Soling
| Rok      | Zlato                                  | Stříbro                        | Bronz                                  |
| -------- | -------------------------------------- | ------------------------------ | -------------------------------------- |
| LOH 1972 | · Spojené státy americké (USA)         | · Švédsko (SWE)                | · Kanada (CAN)                         |
| LOH 1976 | · Dánsko (DEN)                         | · Spojené státy americké (USA) | · Německá demokratická republika (GDR) |
| LOH 1980 | · Dánsko (DEN)                         | · Sovětský svaz (URS)          | · Řecko (GRE)                          |
| LOH 1984 | · Spojené státy americké (USA)         | · Brazílie (BRA)               | · Kanada (CAN)                         |
| LOH 1988 | · Německá demokratická republika (GDR) | · Spojené státy americké (USA) | · Dánsko (DEN)                         |
| LOH 1992 | · Dánsko (DEN)                         | · Spojené státy americké (USA) | · Velká Británie (GBR)                 |
| LOH 1996 | · Německo (GER)                        | · Rusko (RUS)                  | · Spojené státy americké (USA)         |
| LOH 2000 | · Dánsko (DEN)                         | · Německo (GER)                | · Norsko (NOR)                         |

### Třída Tempest
| Rok      | Zlato                 | Stříbro                | Bronz                          |
| -------- | --------------------- | ---------------------- | ------------------------------ |
| LOH 1972 | · Sovětský svaz (URS) | · Velká Británie (GBR) | · Spojené státy americké (USA) |
| LOH 1976 | · Švédsko (SWE)       | · Sovětský svaz (URS)  | · Spojené státy americké (USA) |

### Třída Tornado
| Rok      | Zlato                  | Stříbro                        | Bronz                   |
| -------- | ---------------------- | ------------------------------ | ----------------------- |
| LOH 1976 | · Velká Británie (GBR) | · Spojené státy americké (USA) | · Západní Německo (FRG) |
| LOH 1980 | · Brazílie (BRA)       | · Dánsko (DEN)                 | · Švédsko (SWE)         |
| LOH 1984 | · Nový Zéland (NZL)    | · Spojené státy americké (USA) | · Austrálie (AUS)       |
| LOH 1988 | · Francie (FRA)        | · Nový Zéland (NZL)            | · Brazílie (BRA)        |
| LOH 1992 | · Francie (FRA)        | · Spojené státy americké (USA) | · Austrálie (AUS)       |
| LOH 1996 | · Španělsko (ESP)      | · Austrálie (AUS)              | · Brazílie (BRA)        |
| LOH 2000 | · Rakousko (AUT)       | · Austrálie (AUS)              | · Německo (GER)         |
| LOH 2004 | · Rakousko (AUT)       | · Spojené státy americké (USA) | · Argentina (ARG)       |
| LOH 2008 | · Španělsko (ESP)      | · Austrálie (AUS)              | · Argentina (ARG)       |

### Třída Vlaštovka
| Rok      | Zlato                  | Stříbro             | Bronz                          |
| -------- | ---------------------- | ------------------- | ------------------------------ |
| LOH 1948 | · Velká Británie (GBR) | · Portugalsko (POR) | · Spojené státy americké (USA) |

### Třída Windglider
| Rok      | Zlato                                   | Stříbro                                             | Bronz                             |
| -------- | --------------------------------------- | --------------------------------------------------- | --------------------------------- |
| LOH 1984 | Stephan van den Berg · Nizozemsko (NED) | Randall Scott Steele · Spojené státy americké (USA) | Bruce Kendall · Nový Zéland (NZL) |

### Třída Yngling
| Rok      | Zlato                  | Stříbro            | Bronz          |
| -------- | ---------------------- | ------------------ | -------------- |
| LOH 2004 | · Velká Británie (GBR) | · Ukrajina (UKR)   | · Dánsko (DEN) |
| LOH 2008 | · Velká Británie (GBR) | · Nizozemsko (NED) | · Řecko (GRE)  |

### Třída 470
| Rok      | Zlato                   | Stříbro                                | Bronz             |
| -------- | ----------------------- | -------------------------------------- | ----------------- |
| LOH 1976 | · Západní Německo (FRG) | · Španělsko (ESP)                      | · Austrálie (AUS) |
| LOH 1980 | · Brazílie (BRA)        | · Německá demokratická republika (GDR) | · Finsko (FIN)    |
| LOH 1984 | · Španělsko (ESP)       | · Spojené státy americké (USA)         | · Francie (FRA)   |

### Třída 5,5 m
| Rok      | Zlato                          | Stříbro                | Bronz                          |
| -------- | ------------------------------ | ---------------------- | ------------------------------ |
| LOH 1952 | · Spojené státy americké (USA) | · Norsko (NOR)         | · Švédsko (SWE)                |
| LOH 1956 | · Švédsko (SWE)                | · Velká Británie (GBR) | · Austrálie (AUS)              |
| LOH 1960 | · Spojené státy americké (USA) | · Dánsko (DEN)         | · Švýcarsko (SUI)              |
| LOH 1964 | · Austrálie (AUS)              | · Švédsko (SWE)        | · Spojené státy americké (USA) |
| LOH 1968 | · Švédsko (SWE)                | · Švýcarsko (SUI)      | · Velká Británie (GBR)         |

### Třída 6 m
| Rok      | Zlato                          | Stříbro                        | Bronz                                       |
| -------- | ------------------------------ | ------------------------------ | ------------------------------------------- |
| LOH 1908 | · Velká Británie (GBR)         | · Belgie (BEL)                 | · Francie (FRA)                             |
| LOH 1912 | · Francie (FRA)                | · Dánsko (DEN)                 | · Švédsko (SWE)                             |
| LOH 1920 | · Norsko (NOR)                 | · Belgie (BEL)                 | medaile neudělena - startovaly pouze 2 lodě |
| LOH 1924 | · Norsko (NOR)                 | · Dánsko (DEN)                 | · Nizozemsko (NED)                          |
| LOH 1928 | · Norsko (NOR)                 | · Dánsko (DEN)                 | · Estonsko (EST)                            |
| LOH 1932 | · Švédsko (SWE)                | · Spojené státy americké (USA) | · Kanada (CAN)                              |
| LOH 1936 | · Velká Británie (GBR)         | · Norsko (NOR)                 | · Švédsko (SWE)                             |
| LOH 1948 | · Spojené státy americké (USA) | · Argentina (ARG)              | · Švédsko (SWE)                             |
| LOH 1952 | · Spojené státy americké (USA) | · Norsko (NOR)                 | · Finsko (FIN)                              |

### Třída 6 m (typ 1907)
| Rok      | Zlato          | Stříbro        | Bronz          |
| -------- | -------------- | -------------- | -------------- |
| LOH 1920 | · Belgie (BEL) | · Norsko (NOR) | · Norsko (NOR) |

### Třída 6,5 m (typ 1919)
| Rok      | Zlato              | Stříbro         | Bronz                                       |
| -------- | ------------------ | --------------- | ------------------------------------------- |
| LOH 1920 | · Nizozemsko (NED) | · Francie (FRA) | medaile neudělena - startovaly pouze 2 lodě |

### Třída 7 m
| Rok      | Zlato                  | Stříbro                                    | Bronz                                      |
| -------- | ---------------------- | ------------------------------------------ | ------------------------------------------ |
| LOH 1908 | · Velká Británie (GBR) | medaile neudělena - startovala pouze 1 loď | medaile neudělena - startovala pouze 1 loď |
| LOH 1920 | · Velká Británie (GBR) | medaile neudělena - startovala pouze 1 loď | medaile neudělena - startovala pouze 1 loď |

### Třída 8 m
| Rok      | Zlato                          | Stříbro                | Bronz                                       |
| -------- | ------------------------------ | ---------------------- | ------------------------------------------- |
| LOH 1908 | · Velká Británie (GBR)         | · Švédsko (SWE)        | · Velká Británie (GBR)                      |
| LOH 1912 | · Norsko (NOR)                 | · Švédsko (SWE)        | · Finsko (FIN)                              |
| LOH 1920 | · Norsko (NOR)                 | · Norsko (NOR)         | · Belgie (BEL)                              |
| LOH 1924 | · Norsko (NOR)                 | · Velká Británie (GBR) | · Francie (FRA)                             |
| LOH 1928 | · Francie (FRA)                | · Nizozemsko (NED)     | · Švédsko (SWE)                             |
| LOH 1932 | · Spojené státy americké (USA) | · Kanada (CAN)         | medaile neudělena - startovaly pouze 2 lodě |
| LOH 1936 | · Itálie (ITA)                 | · Norsko (NOR)         | · Německo (GER)                             |

### Třída 8 m (typ 1907)
| Rok      | Zlato          | Stříbro        | Bronz                                       |
| -------- | -------------- | -------------- | ------------------------------------------- |
| LOH 1920 | · Norsko (NOR) | · Norsko (NOR) | medaile neudělena - startovaly pouze 2 lodě |

### Třída 10 m
| Rok      | Zlato           | Stříbro        | Bronz         |
| -------- | --------------- | -------------- | ------------- |
| LOH 1912 | · Švédsko (SWE) | · Finsko (FIN) | · Rusko (RUS) |

### Třída 10 m (typ 1907)
| Rok      | Zlato          | Stříbro                                    | Bronz                                      |
| -------- | -------------- | ------------------------------------------ | ------------------------------------------ |
| LOH 1920 | · Norsko (NOR) | medaile neudělena - startovala pouze 1 loď | medaile neudělena - startovala pouze 1 loď |

### Třída 10 m (typ 1919)
| Rok      | Zlato          | Stříbro                                    | Bronz                                      |
| -------- | -------------- | ------------------------------------------ | ------------------------------------------ |
| LOH 1920 | · Norsko (NOR) | medaile neudělena - startovala pouze 1 loď | medaile neudělena - startovala pouze 1 loď |

### Třída 12 m
| Rok      | Zlato                  | Stříbro                | Bronz                                       |
| -------- | ---------------------- | ---------------------- | ------------------------------------------- |
| LOH 1908 | · Velká Británie (GBR) | · Velká Británie (GBR) | medaile neudělena - startovaly pouze 2 lodě |
| LOH 1912 | · Norsko (NOR)         | · Švédsko (SWE)        | · Finsko (FIN)                              |

### Třída 12 m (typ 1907)
| Rok      | Zlato          | Stříbro                                    | Bronz                                      |
| -------- | -------------- | ------------------------------------------ | ------------------------------------------ |
| LOH 1920 | · Norsko (NOR) | medaile neudělena - startovala pouze 1 loď | medaile neudělena - startovala pouze 1 loď |

### Třída 12 m (typ 1919)
| Rok      | Zlato          | Stříbro                                    | Bronz                                      |
| -------- | -------------- | ------------------------------------------ | ------------------------------------------ |
| LOH 1920 | · Norsko (NOR) | medaile neudělena - startovala pouze 1 loď | medaile neudělena - startovala pouze 1 loď |

### Třída 15 m
| Rok      | Zlato                                                | Stříbro                                              | Bronz                                                |
| -------- | ---------------------------------------------------- | ---------------------------------------------------- | ---------------------------------------------------- |
| LOH 1908 | medaile neuděleny - v soutěži nestartovala žádná loď | medaile neuděleny - v soutěži nestartovala žádná loď | medaile neuděleny - v soutěži nestartovala žádná loď |

### Třída 30 m²
| Rok      | Zlato           | Stříbro                                    | Bronz                                      |
| -------- | --------------- | ------------------------------------------ | ------------------------------------------ |
| LOH 1920 | · Švédsko (SWE) | medaile neudělena - startovala pouze 1 loď | medaile neudělena - startovala pouze 1 loď |

### Třída 40 m²
| Rok      | Zlato           | Stříbro         | Bronz                                       |
| -------- | --------------- | --------------- | ------------------------------------------- |
| LOH 1920 | · Švédsko (SWE) | · Švédsko (SWE) | medaile neudělena - startovaly pouze 2 lodě |

### Otevřená třída
| Rok      | Zlato                  | Stříbro         | Bronz           |
| -------- | ---------------------- | --------------- | --------------- |
| LOH 1900 | · Velká Británie (GBR) | · Německo (GER) | · Francie (FRA) |

### Třída 0,5 tuny
| Rok      | Zlato                                              | Stříbro           | Bronz                                               |
| -------- | -------------------------------------------------- | ----------------- | --------------------------------------------------- |
| LOH 1900 | · Francie (FRA) (Baby) · Francie (FRA)(Quand-même) | medaile neudělena | · Francie (FRA) (Sarcelle) · Francie (FRA)(Fantlet) |

### Třída 0,5 - 1 tuna
| Rok      | Zlato                  | Stříbro         | Bronz           |
| -------- | ---------------------- | --------------- | --------------- |
| LOH 1900 | · Velká Británie (GBR) | · Francie (FRA) | · Francie (FRA) |

### Třída 1 - 2 tuny
| Rok      | Zlato           | Stříbro         | Bronz           |
| -------- | --------------- | --------------- | --------------- |
| LOH 1900 | · Francie (FRA) | · Německo (GER) | · Francie (FRA) |

### Třída 2 - 3 tuny
| Rok      | Zlato                  | Stříbro         | Bronz           |
| -------- | ---------------------- | --------------- | --------------- |
| LOH 1900 | · Velká Británie (GBR) | · Francie (FRA) | · Francie (FRA) |

### Třída 3 - 10 tun
| Rok      | Zlato                  | Stříbro         | Bronz                          |
| -------- | ---------------------- | --------------- | ------------------------------ |
| LOH 1900 | · Velká Británie (GBR) | · Francie (FRA) | · Spojené státy americké (USA) |

### Třída 10 - 20 tun
| Rok      | Zlato           | Stříbro         | Bronz                  |
| -------- | --------------- | --------------- | ---------------------- |
| LOH 1900 | · Francie (FRA) | · Francie (FRA) | · Velká Británie (GBR) |

### Třída Star
| Rok      | Zlato                                        | Stříbro                                            | Bronz                                        |
| -------- | -------------------------------------------- | -------------------------------------------------- | -------------------------------------------- |
| LOH 1932 | Gilbert Gray · Andrew Libano (USA)           | George Colin Ratsey · Peter Jaffe (GBR)            | Gunnar Asther · Daniel Sundén-Cullberg (SWE) |
| LOH 1936 | Peter Bischoff · Hans-Joachim Weise (GER)    | Arvid Laurin · Uno Wallentin (SWE)                 | Bob Maas · Willem de Vries Lentsch (NED)     |
| LOH 1948 | Hilary Smart · Paul Smart (USA)              | Carlos de Cardenas · Carlos de Cardenas, Jr. (CUB) | Adriaan Maas · Edward Stutterheim (NED)      |
| LOH 1952 | Agostino Straulino · Nicolò Rode (ITA)       | John Price · John Reid (USA)                       | Joaquim Fiúza · Francisco de Andrade (POR)   |
| LOH 1956 | Herbert Williams · Lawrence Low (USA)        | Agostino Straulino · Nicolò Rode (ITA)             | Durward Knowles · Sloane Farrington (BAH)    |
| LOH 1960 | Timir Pinegin · Fjodor Šutkov (URS)          | Mario Gentil · Jose Gentil (POR)                   | William Parks · Robert Halperin (USA)        |
| LOH 1964 | Durward Knowles · Cecil Cooke (BAH)          | Richard Stearns · Lynn Williams (USA)              | Pelle Pettersson · Holger Sundström (SWE)    |
| LOH 1968 | Lowell North · Peter Barrett (USA)           | Peder Lunde, Jr. · Per Olav Wiken (NOR)            | Franco Cavallo · Camillo Gargano (ITA)       |
| LOH 1972 | David Forbes · John S. Anderson (AUS)        | Pelle Petterson · Stellan Westerdahl (SWE)         | Wilhelm Kuhweide · Karsten Meyer (FRG)       |
| LOH 1976 | závod nebyl na programu LOH                  | závod nebyl na programu LOH                        | závod nebyl na programu LOH                  |
| LOH 1980 | Valentin Mankin · Aleksandrs Muzičenko (URS) | Karl Ferstl · Hubert Raudaschl (AUT)               | Giorgio Gorla · Alfio Peraboni (ITA)         |
| LOH 1984 | William Earl Buchan · Steven Erickson (USA)  | Joachim Griese · Michael Marcour (FRG)             | Giorgio Gorla · Alfio Peraboni (ITA)         |
| LOH 1988 | Michael McIntyre · Bryn Vaile (GBR)          | Mark Reynolds · Harold Haenel (USA)                | Torben Grael · Nelson Falcão (BRA)           |
| LOH 1992 | Mark Reynolds · Harold Haenel (USA)          | Roderick Davis · Donald Cowie (NZL)                | Ross MacDonald · Eric Jespersen (CAN)        |
| LOH 1996 | Torben Grael · Marcelo Ferreira (BRA)        | Hans Wallen · Bobby Lohse (SWE)                    | Colin Beashel · David Giles (AUS)            |
| LOH 2000 | Mark Reynolds · Magnus Liljedahl (USA)       | Ian Walker · Mark Covell (GBR)                     | Torben Grael · Marcelo Ferreira (BRA)        |
| LOH 2004 | Torben Grael · Marcelo Ferreira (BRA)        | Ross MacDonald · Mike Wolfs (CAN)                  | Pascal Rambeau · Xavier Rohart (FRA)         |
| LOH 2008 | Iain Percy · Andrew Simpson (GBR)            | Robert Scheidt · Bruno Prada (BRA)                 | Fredrik Lööf · Anders Ekström (SWE)          |
| LOH 2012 | Fredrik Lööf · Max Salminen (SWE)            | Iain Percy · Andrew Simpson (GBR)                  | Robert Scheidt · Bruno Prada (BRA)           |
| LOH 2016 | závod nebyl na programu LOH                  | závod nebyl na programu LOH                        | závod nebyl na programu LOH                  |
| LOH 2020 | závod nebyl na programu LOH                  | závod nebyl na programu LOH                        | závod nebyl na programu LOH                  |

## Ukončené disciplíny (ženy)

### Třída Evropa
| Rok      | Zlato                                       | Stříbro                                   | Bronz                                                     |
| -------- | ------------------------------------------- | ----------------------------------------- | --------------------------------------------------------- |
| LOH 1992 | Linda Andersenová · Norsko (NOR)            | Natalia Via Dufresneová · Španělsko (ESP) | Julia Trotmanová · Spojené státy americké (USA)           |
| LOH 1996 | Kristine Rougová · Dánsko (DEN)             | Margriet Matthijsseová · Nizozemsko (NED) | Courtenay Beckerová-Deyová · Spojené státy americké (USA) |
| LOH 2000 | Shirley Robertsonová · Velká Británie (GBR) | Margriet Matthijsseová · Nizozemsko (NED) | Serena Amatová · Argentina (ARG)                          |
| LOH 2004 | Siren Sundbyová · Norsko (NOR)              | Lenka Šmídová · Česko (CZE)               | Signe Livbjergová · Dánsko (DEN)                          |

### Třída Mistral
| Rok      | Zlato                                | Stříbro                                | Bronz                                  |
| -------- | ------------------------------------ | -------------------------------------- | -------------------------------------- |
| LOH 1996 | Lee Lai Shan · Hongkong (HKG)        | Barbara Kendallová · Nový Zéland (NZL) | Alessandra Sensiniová · Itálie (ITA)   |
| LOH 2000 | Alessandra Sensiniová · Itálie (ITA) | Amelie Luxová · Německo (GER)          | Barbara Kendallová · Nový Zéland (NZL) |
| LOH 2004 | Faustine Merretová · Francie (FRA)   | Yin Jian · Čína (CHN)                  | Alessandra Sensiniová · Itálie (ITA)   |

### Třída Lechner
| Rok      | Zlato                                  | Stříbro                     | Bronz                                 |
| -------- | -------------------------------------- | --------------------------- | ------------------------------------- |
| LOH 1992 | Barbara Kendallová · Nový Zéland (NZL) | Zhang Xiaodong · Čína (CHN) | Dorien de Vriesová · Nizozemsko (NED) |

### Třída Elliott 6 m
| Rok      | Zlato                                                              | Stříbro                                                       | Bronz                                                         |
| -------- | ------------------------------------------------------------------ | ------------------------------------------------------------- | ------------------------------------------------------------- |
| LOH 2012 | Španělsko (ESP) · Támara Echegoyen · Ángela Pumariega · Sofía Toro | Austrálie (AUS) · Olivia Price · Nina Curtis · Lucinda Whitty | Finsko (FIN) · Silja Lehtinen · Silja Kanerva · Mikaela Wulff |